# Подгаецкий, Георгий Владимирович
Георгий Владимирович Подгаецкий (1908—1941) — советский археолог, кавказовед, специалист по бронзовому веку степной зоны Восточной Европы.

## Биография
Родился в дворянской семье 21 октября 1908 г. в Санкт-Петербурге. С 1917 по 1925 гг. жил в г. Ливны Орловской области. Там же окончил школу. В 1926 г. поступил в ЛГУ на факультет языкознания и материальной культуры и в 1930 г. окончил отделение истории материальной культуры историко-лингвистического факультета. С 1930 г. был научным сотрудником, а с 1935 г.— старший научный сотрудник ГАИМК. Так же работал младшим, а затем и старшим научным сотрудником в Государственном Эрмитаже, заведующим отделом фондов Ленинградского геологоразведочного треста, экскурсоводом антирелигиозной выставки АН СССР.
Умер от дистрофии во время Блокады Ленинграда в 1942 г..

## Научная деятельность
С 1930 г. научный сотрудник — в Секторе Архаических формаций ГАИМК, с 1932 г.— в секторе доклассового общества, с 1934 г. — в секторе полевых исследований, с 1935 г. — в институте исторической технологии и в институте истории доклассового общества, с 1937 г. — в секторе Восточной Европы дофеодального периода, с 1939 г. — в секторе Бронзы и раннего железа. Значимый научный вклад внёс в изучение эпохи бронзы степной и лесостепной полосы Восточной Европы. Написал в соавторстве с Кругловым А. П. монографию «Родовое общество степей Восточной Европы».

## Изданные труды
- Родовое общество степей Восточной Европы: Основные формы материального производства. (Совместно с А. П. Кругловым.).
- Могильник в г. Нальчике. (Совместно с Б. Б. Пиотровским и А. П. Кругловым).
- Долинское поселение у г. Нальчика. (Совместно с А. П. Кругловым).
- Б. Б. Пиотровский, Г. В. Подгаецкийй, М. А. Миллер. Дон. Со. «Археологические раскопки в РСФСР 1934—1936 гг.»
- Предскифский период на среднем Дону: (Тезисы канд. дисс.).